# Pleuronectidae
Pleuronectidae là một họ cá thân bẹt. Chúng được gọi là Cá bơn mắt phải vì hầu hết các loài nằm ở đáy biển trên phần bên phải của chúng với cả hai mắt ở phần phải.
Vây lưng và vây hậu môn của chúng dài và liên tục, với vây lưng kéo dài về phía trước vào đầu. Cá cái đẻ trứng nổi giữa nước cho đến khi ấu trùng phát triển, và chúng chìm xuống đáy.

## Các Phân họ và Chi
Phân họ Paralichthodinae
- Paralichthodes

Phân họ Pleuronectinae
- Acanthopsetta
- Atheresthes
- Cleisthenes
- Clidoderma
- Dexistes
- Embassichthys
- Glyptocephalus
- Hippoglossoides
- Hippoglossus
- Hypsopsetta
- Isopsetta
- Kareius
- Lepidopsetta
- Limanda
- Liopsetta
- Lyopsetta
- Microstomus
- Parophrys
- Platichthys
- Pleuronectes
- Pleuronichthys
- Psettichthys
- Pseudopleuronectes
- Reinhardtius
- Tanakius
- Verasper

Phân họ Poecilopsettinae
- Marleyella
- Nematops
- Poecilopsetta

Phân họ Rhombosoleinae
- Ammotretis
- Azygopus
- Colistium
- Oncopterus
- Pelotretis
- Peltorhamphus
- Psammodiscus
- Rhombosolea
- Taratretis